# Laure Albin Guillot
Laure Albin Guillot (París, 14 de febrer de 1879 - Nogent-sur-Marne, 22 de febrer de 1962, nascuda com a Laure Meffredi, va ser una destacada fotògrafa francesa.

## Biografia i trajectòria professional
La seva infància es desenvolupa en el si d'una educació burgesa i rep una formació excepcional en música i dibuix. El 1901 debuta en la fotografia i, en aquest mateix any, es casa amb el Doctor Albín Guillot, investigador especialitzat en preparacions microscòpiques. Laure, utilitza les preparacions del seu marit per realitzar les seves anomenades "micrografies", que aconsegueixen unes sorprenents imatges. Només després de la mort del seu marit, s'interessarà pel fotogravat, la fotografia pictòrica i fins i tot la publicitària. A principis de 1920 es converteix en fotògrafa professional i a partir del 1921, porta a terme diverses investigacions relacionades amb l'emulsió de carbó i la possibilitat d'utilitzar diferents suports com la fusta, el metall, l'or o la plata.
El 1923 es converteix en la retratista de les més destacades personalitats parisenques del món de la indústria, de l'arquitectura, de la ciència i de la literatura. El 1929, L'Art vivant li dedica un article a l'apartat "La Photographie est-elle un art?". i la publicació Vu dedica tres pàgines al seu treball de micrografies. El 1931 acaba les seves investigacions microfotográficas amb Henri Argot, professor associat en geologia en la Sorbonne. Publica Micrographie décorative amb gran èxit. 1932, Paul Léon, director de Belles Arts la nomena directora dels Archiues photographiques d'art et d'histoire. El 1933 publica un llibre de fotografia publicitària moderna. El 1937 exposa part de la seva obra al Museum of Modern Art de Nova York en el marc de la mostra Photography 1839-1937. El 1939 va realitzar a una important sèrie titulada "Paris-protégé" en què els monuments de la capital francesa desapareixen sota piles de saques de sorra. 1946, reprèn la fotografia de moda i publicitària. Mor a París el dia 22 febrer 1962.

## Reconeixements i responsabilitats
El 1922, rep la medalla d'or en el concurs de la Revue française de photographie a París. Des de 1924, esdevé membre de la Société Française de Photographie. El 1931 és anomenada presidenta de la Union féminine des carrières libérales et commerciales.